# Belmonte (Bahia)
Belmonte è un comune del Brasile nello Stato di Bahia, parte della mesoregione del Sul Baiano e della microregione di Ilhéus-Itabuna.
Il comune di Belmonte fu creato nel 1764 anche se si considera come data di fondazione il 23 maggio 1891, data in cui si celebra la festa della fondazione.